# كرزيستوف نواك
كرزيستوف نواك (بالبولندية: Krzysztof Nowak)‏ (و. 1975 – 2005 م) هو لاعب كرة قدم، من بولندا، ولد في وارسو، يلعب كلاعب وسط، توفي في فولفسبورغ، عن عمر يناهز 30 عاماً، بسبب التصلب العضلي الجانبي.

## روابط خارجية
- كرزيستوف نواك على موقع قاعدة بيانات كرة القدم.إي يو (الإنجليزية)
- كرزيستوف نواك على موقع بيانات كرة القدم. دي إي (الألمانية)
- كرزيستوف نواك على موقع ناشيونال فوتبول تيمز (الإنجليزية)